# Ulefoss
Ulefoss är en tätort som utgör centralort i Nome kommun i Telemark fylke i södra Norge. Orten ligger där riksväg 36 möter fylkesväg 359, på västra sidan av sjön Norsjø. Den hade 2 275 invånare 2017. I Ulefoss etablerades sågverk på 1500-talet och järnverk på 1600-talet.